# Raymond Scardin
Raymond Scardin Sécardin, né le 12 avril 1924 à Lancieux (Côtes-d'Armor) et mort le 22 octobre 2009 à Dinard est un coureur cycliste français. Il est professionnel de 1947 à 1953.

## Palmarès
- 1946
  -  Champion de Bretagne des sociétés[n 1]
  - 2e des Boucles de l'Aulne
- 1947
  -  Champion de Bretagne des sociétés[n 2]
  - 2e de la Course à la Mer
- 1948
  - 2e du Grand Prix Pierre Le Doaré
- 1949
  - Grand Prix du Débarquement Nord
- 1950
  - Grand Prix Pierre Le Doaré
  - 2e de Nantes-Les Sables-d'Olonne
- 1951
  - 2e du Tour du Calvados
  - 3e du Grand Prix Pierre Le Doaré
- 1952
  - 7e et 15e étapes du Tour du Maroc
- 1953
  - 3e du Grand Prix de Plouay

## Résultats sur les grands tours

### Tour de France
1 participation
- 1952 :  74e